# Yellowman
Winston Foster, känd under sitt artistnamn Yellowman, född 15 januari 1956 i Negril, är en jamaicansk reggae- och dancehallmusiker. Yellowman växte upp på det katolska barnhemmet Alpha Boys School. I och med att han är albino, vilket inte var socialt accepterat på Jamaica, blev han mobbad och utstött. När han sedan blev känd för sin talang blev det en helvändning och alla ville vara med "King Yellow", en av Jamaicas främsta DJ:ar.
På åttiotalet blev Yellowman diagnostiserad med hudcancer och fick undergå en komplicerad operation i ansiktet vilken lämnade stora spår i utseendet.

## Diskografi (urval)
Studioalbum
- 1982 – Bad Boy Skanking
- 1982 – Duppy or Gunman
- 1982 – Mister Yellowman
- 1983 – Zungguzungguguzungguzeng
- 1984 – King Yellowman
- 1984 – Nobody Move Nobody Get Hurt
- 1984 – Two Giants Clash
- 1985 – Galong Galong Galong
- 1986 – Rambo
- 1987 – Blueberry Hill
- 1987 – Don't Burn It Down
- 1987 – The Negril Chill
- 1988 – Yellowman Rides Again
- 1989 – One in a Million
- 1991 – Life in the Ghetto
- 1991 – Mi Hot
- 1991 – Party
- 1992 – Reggae on the Move
- 1993 – Mello Yellow
- 1993 – Fantastic Yellowman
- 1993 – Me Want You
- 1993 – Reggae on Top
- 1994 – Monkey Time
- 1994 – Prayer
- 1995 – Kiss Me
- 1995 – Message to the World
- 1996 – One Yellow Man & Fathead
- 1997 – Freedom of Speech
- 1997 – Ram Dance Master
- 1997 – Strikes Again
- 1998 – Morning Ride
- 1999 – Yellow Fever
- 2003 – New York
- 2013 – Reggae Essentials